# Joop Witteveenprijs
De Joop Witteveenprijs is een prijs die sinds 2012 wordt toegekend aan het beste historische onderzoek op het gebied van eetcultuur in Nederland en Vlaanderen. De prijs werd ingesteld door de Bijzondere Collecties van de Universiteit van Amsterdam en is vernoemd naar Joop Witteveen (1928–2016), culinair historicus en oprichter van de Gastronomische Bibliotheek (SGB). Witteveen was tot aan zijn overlijden in 2016 zelf jurylid.
De prijs werd aanvankelijk jaarlijks uitgereikt tijdens het Gala van het Kookboek, gelijktijdig met de internationale Johannes van Damprijs. Vanaf 2017 vindt de uitreiking eenmaal in de twee jaar plaats, als onderdeel van het Amsterdam Symposium on the History of Food. De jaaraanduiding van de prijs correspondeerde tot en met 2017 met het jaar voorafgaand aan de uitreiking; vanaf 2019 valt de jaaraanduiding samen met het jaar van uitreiking.
Vanaf 2025 wordt de organisatie en uitreiking van de prijs verzorgd door de Stichting Historische Eetcultuur.
Tot de juryleden behoorden onder anderen Katarzyna Cwiertka, Sytze van der Veen, Daniëlle De Vooght, Marleen Willebrands (tot 2019), Steph Scholten (tot 2017, tevens juryvoorzitter), en Marike van Roon (vanaf 2017, juryvoorzitter).

## Winnaars
- 2025: Marleen Willebrands (m.m.v. Alexandra van Dongen en Manon Henzen) voor het boek De verstandige kock. Proef de smaak van de 17de eeuw.
- 2022: Christianne Muusers en Marleen Willebrands (m.m.v. Alexandra van Dongen) voor het boek: Het excellente kookboek van doctor Carolus Battus uit 1593.[1]
- 2019: Maarten Hell voor het boek: De Amsterdamse herberg 1450-1800: geestrijk centrum van het openbare leven.[2]
- 2016: Dr. Leen Beyers en Dr. Ilja Van Damme, voor het boek: Antwerpen à la carte: eten en de stad, van de middeleeuwen tot vandaag '.[3]
- 2015: Dr. Jet Pijzel-Dommisse, conservator van het Gemeentemuseum Den Haag - en mederedacteurs - voor het boek: Nederland dineert: Vier eeuwen tafelcultuur.[4]
- 2014: Dr. Jon Verriet van de Vrije Universiteit Brussel voor zijn onderzoek: Ready meals and cultural values in the Netherlands, 1950-1970.[5]
- 2013: Prof. dr. Claudia Goldstein van de William Paterson University in Wayne (New Jersey) voor haar onderzoek: Pieter Bruegel and the Culture of the Early Modern Dinner Party.[6]
- 2012: Dr. Daniëlle De Vooght van de Vrije Universiteit Brussel voor haar onderzoek: The King Invites: Performing Power at a Courtly Dining Table[7]